# Метрополітен Глазго
Метрополітен міста Глазго (англ. Glasgow Subway) — відкритий 14 грудня 1896 року, і є третім найстарійшим метрополітеном після Лондонської підземки та метро в Будапешті. Метрополітен Глазго жодного разу не розширювався з моменту відкриття і як раніше складається з однієї кільцевої лінії, на якій діють 15 станцій.

## Історія

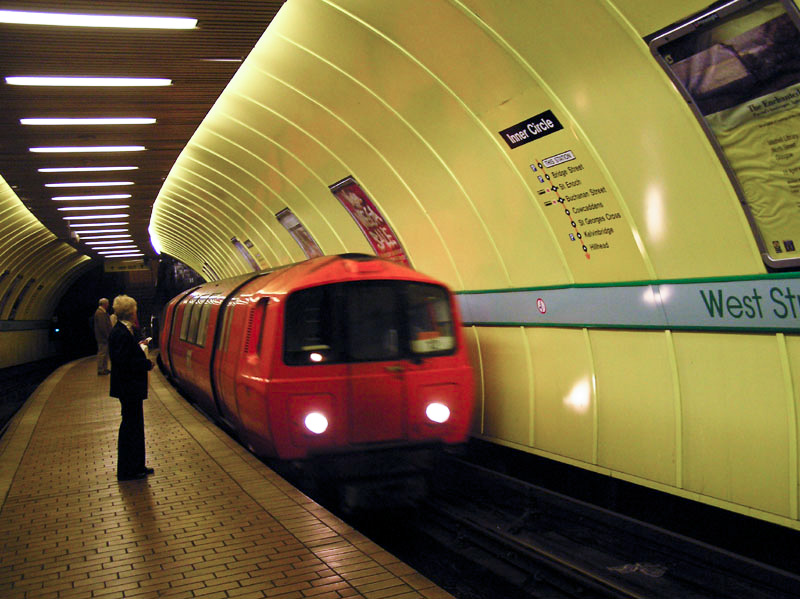
Поїзд на станції «West Street»

Початково використовувався єдиний кабель, який приводився в рух паровою машиною, але у 1935 році, коли лінія перейшла до власності міста через нерентабельність, лінія була електрифікована, але так ніколи і не розширилась. Впродовж 1977—1980 роках метрополітен був повністю реконструйований. Одна станція «Merkland Street» була закрита, її замінили на нову станцію «Partick», були перебудовані тунелі і станції. Називаючи спочатку Glasgow District Subway у 1936 році метрополітен був перейменований на Glasgow Underground. Багато ж жителів Глазго продовжували називати підземку — сабвей. У 2003 році історичну назву Glasgow Subway було повернуто.

## Станції

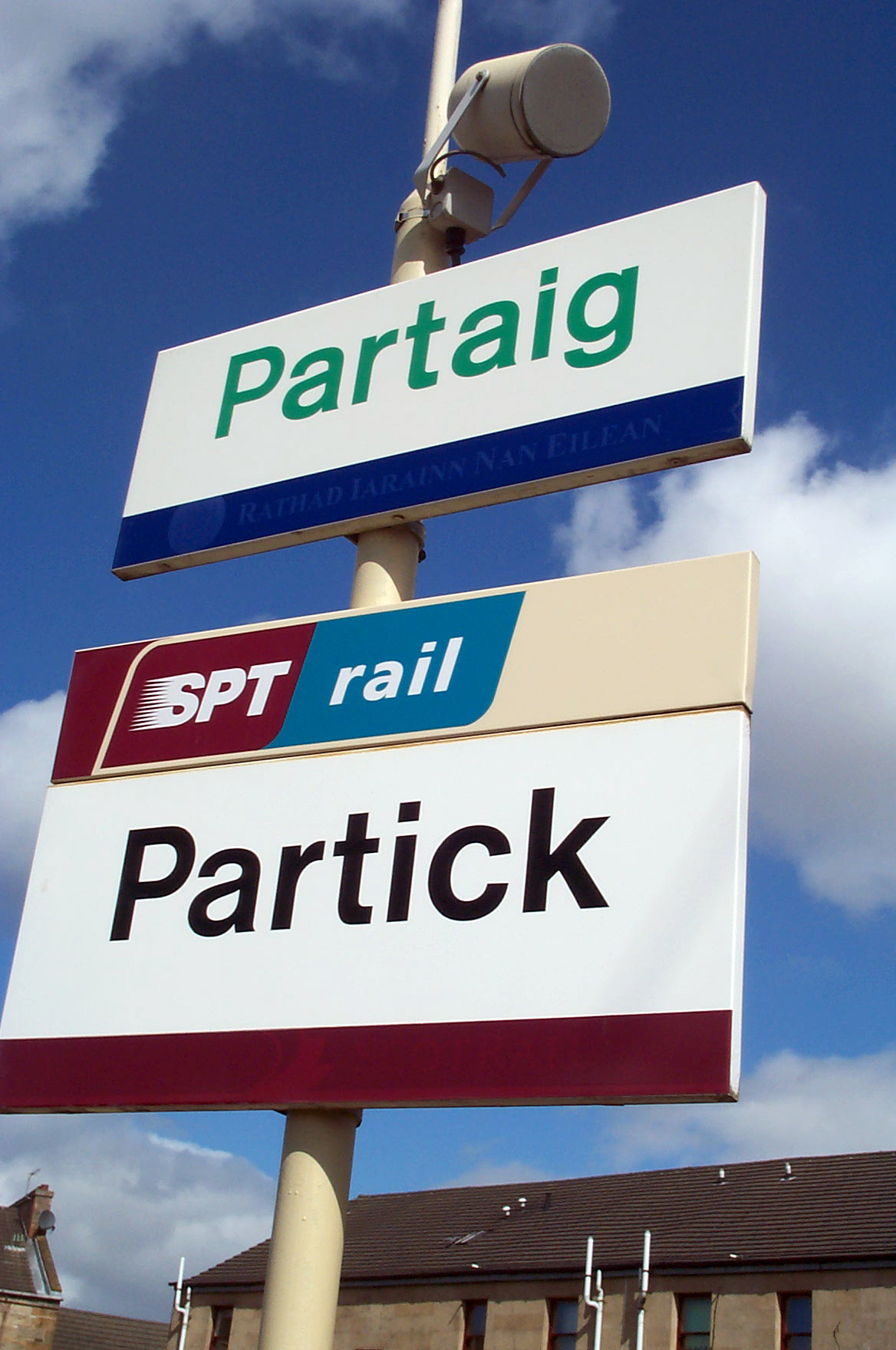
Двомовний напис англійською та шотландською

Метрополітен має одну кільцеву лінію з 15 станціями, завдовжки 10,4 км, з часом руху по всьому кільцю — 24 хвилини. Використовується нестандартна вузька колія 1219 мм (4 фути). Діаметр тунелів також менший за звичайні тунелі метро — 3,35 м (11 футів). Середня глибина залягання близько 10 метрів. Пасажиропотік за даними 2005/2006 років становив 13,16 млн щорічно (36 тис. на день).
Кільцева лінія метрополітену залишається незмінною з 1896 року. Існують плани розширення метрополітену, але будівельні роботи так і не розпочались.
Станції розташовані на обидвох берегах річки Клайд: 8 на північному, 7 на південному. Усі станції є підземними, 12 станцій мають острівні платформи, бічні ж лише знаходяться на станціях «Partick», «Govan» та «St. Enoch». Платформи на станціях вузькі: ширина ~3 м (10 футів). Довжина близько 40 м, всі платформи розраховані на 3 вагони. Висота платформ над рівнем рейок становить 65 см.
Лінія має три пересадки на залізничні станції: «Partick», «Buchanan Street» та «St. Enoch».

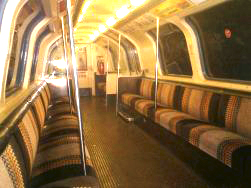
Інтер'єр вагону поїзда

Метрополітен працює щоденно з 06:30 до 23:30 з інтервалом руху поїздів 4-8 хвилин, окрім неділі. У неділю час роботи обмежений з 11:00 до 18:00, інтервали руху в цей день становлять 8 хвилин.